# BCM Europearms
La BCM Europearms è un'azienda italiana fondata nel 2008 con sede in prossimità di Pinerolo in Piemonte, specializzata nella costruzione di carabine sportive per il tiro a lunga distanza.

## Storia
Viene fondata nel 2008 dai due soci Gianmattia Molina e Vittorio Taveggia, entrambi noti tiratori nel circuito Long Range. La prima arma progettata è stata un fucile di precisione a otturatore girevole-scorrevole in calibro .408 Chey Tac in versione monocolpo con otturatore a "shell holder". L'arma era un ibrido che impiegava una munizione dalle caratteristiche tattiche, ma con una meccanica per il tiro sportivo di tipo Long Range. Per la costruzione delle sue carabine, la BCM realizza calciature ricavate dal pieno in alluminio (Ergal o Anticorodal) ed azioni in acciaio 17/4ph.

### Progetti particolari
- Otturatore a shell-holder: vecchia caratteristica delle carabine da bench rest, rispolverata e rivisitata in chiave moderna, prima per il modello Extreme e subito dopo per il modello Hunter Match con meccanica in Ergal.
- Barrel Block: sistema di serraggio che permette di mantenere flottante sia la meccanica che la canna; questo permette un comportamento dinamico del rinculo dell'arma perfettamente coassiale e non trasferito alla calciatura tramite viti e recoil lug. Eletta arma dell'anno 2010 dalla rivista Armi e Tiro.

### Modelli prodotti
- Extreme
- Barrel Block
- Bench Rest
- Hunter Bench Rest
- Hunter Match
- F-Class Open
- F-Class TR
- Extreme S.T.D. (Syntethic Take Down)
- Extreme M.A.A.R. (Modular Advanced Aluminum Rifle)
- Extreme TMR
- TMR (Tactical Medium Rifle)
- SLR (Sniper Long Range)
- USR (Urban Sniper Rifle)
- Hunter Field

### Risultati sportivi

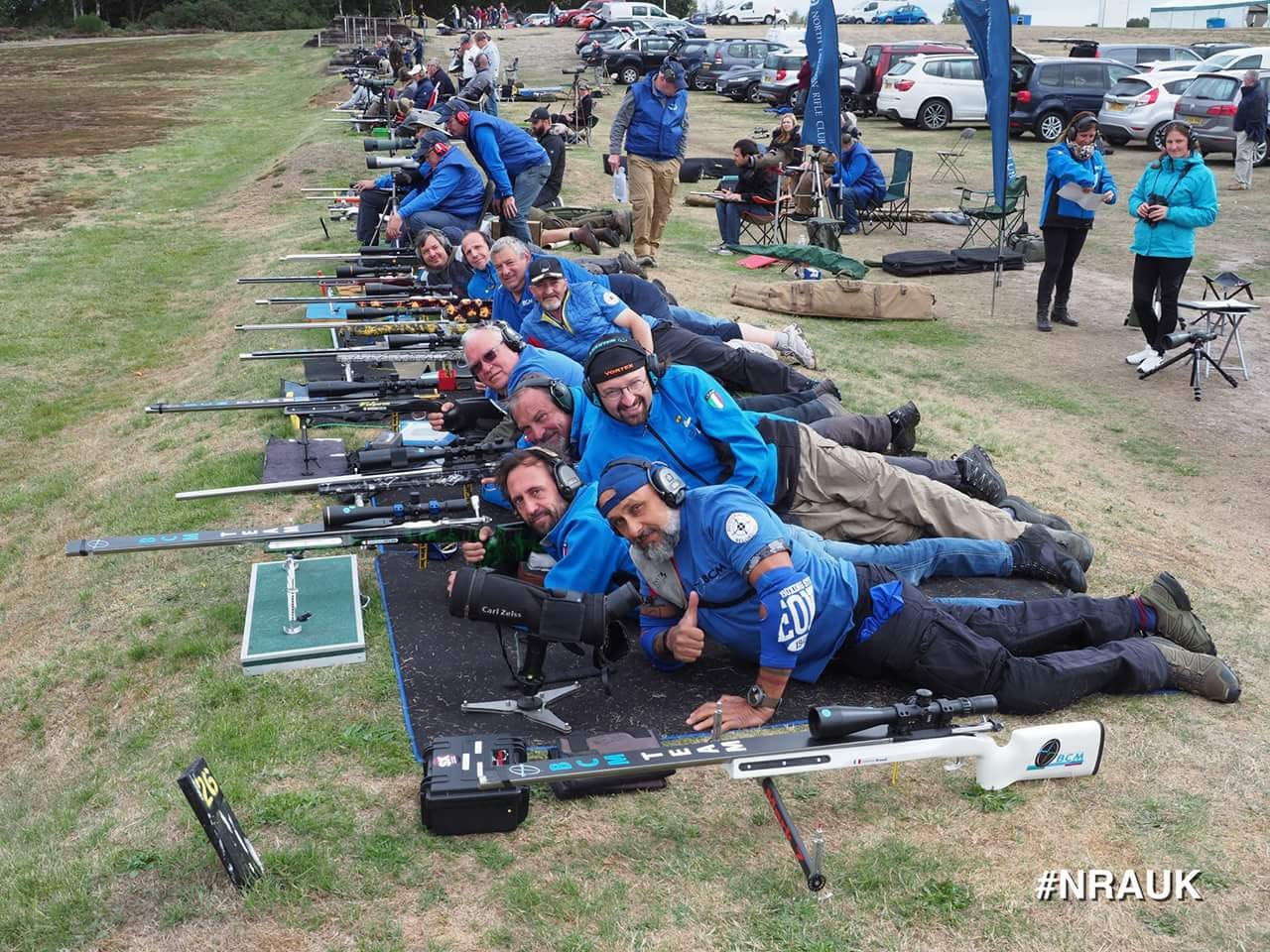

La BCM Europearms ha costituito da tempo, come sua diretta espressione, una squadra di tiratori che da diverso tempo compete nelle gare di F-Class a livello nazionale ed internazionale.
Il BCM Shooting Team ha raggiunto negli anni moltissimi risultati di assoluto prestigio, sia in campo nazionale, sia in campo internazionale, con la vittoria di Campionati Italiani e Campionati Europei, merito delle carabine di assoluto prestigio costruite dal patron Gianmattia Molina, così come dal valore dei membri del team, tutti tiratori di grande esperienza e valore che hanno saputo trasmettere la sapienza ai nuovi membri che gradualmente hanno rinforzato le file della squadra. Negli anni i risultati di prestigio e le medaglie sono giunte copiose nella bacheca dell'azienda di Roletto: da ultimo il trionfo agli ultimi Campionati Europei di F-Class 2018 che si son tenuti a Bisley (UK), in cui la BCM con i suoi tiratori ha raccolto eccellenti risultati con le sue carabine, raggiungendo il suo culmine vincendo il Campionato Europeo di F-Class categoria F/TR per mano dello stesso Gianmattia Molina, trofeo che è solamente passato di mano (nel 2017 la vittoria in TR fu di Giulio Arrigucci, altro membro del team BCM che lo ha vinto in quell'occasione per la seconda volta, la precedente fu nel 2014, condizione mai verificatasi in precedenza nella storia del Bisley Shooting Ground), restando così saldamente nella bacheca dell'azienda piemontese produttrice di armi.
La spedizione inglese si è conclusa con grandi prestazioni (e relative medaglie) di molti altri tiratori che si sono  piazzati spesso sul podio e sui gradini più alti nelle singole gare oltre ad ottenere buonissimi piazzamenti nella classifica generale, e a rinforzare il terzo posto e bronzo assoluto nella categoria F/Open e il quinto posto assoluto nella F/TR a pochi punti dal bronzo, dell'anno passato.
Il Team BCM 1 composto dal capitano Giovanni Maglione, Gabriele Tavani, Gianmattia Molina, Lorenzo Brandi e Pier Bussetti dopo l'ottimo secondo posto a squadre ottenuto nel giugno del 2018 al Trodeo Internazionale "Emerald Cup" di Tullamore in Irlanda, ha vinto una strepitosa medaglia d'oro nel match a squadre "per club" laureandosi Squadra Campione d'Europa nella categoria F-Class TR oltre alla prestigiosa vittoria del Trofeo Internazionale "Dolphin" (e altra medaglia d'oro) che per la prima volta rimarrà presso la sede dell'azienda e del team, vittorie che vanno a sommarsi all'argento a squadre nella gara per "club", la cosiddetta "Rutland", del 2017 (laureandosi squadra vicecampione europea).
Infine a concludere un'annata davvero strepitosa per la BCM Europearms, il Team BCM 2 (composto da Vincenzo Murdocca, Giulio Arrigucci, Norberto Berrone e Guglielmo Ceccaroni) ha vinto la medaglia d'argento nella gara a squadre "Rutland" laureandosi squadra vicecampione d'Europa: un primo e un secondo posto quindi, per un'ulteriore testimonianza della grande preparazione dei tiratori e della qualità delle armi prodotte dalla BCM Europearms.